# 橋本康彦
橋本 康彦（はしもと やすひこ、1954年（昭和29年）7月6日 - )は、日本の彫刻家。

## 来歴
1954年、福島県いわき市に生まれる。高校卒業後、高村光雲一門の澤田政廣に師事。日展と日彫賞に入選後、渡米。
1990年、国際交流基金人物交流の支援を受け、メリーランド美術大学客員芸術家となる。同年、ベクトン・ディッキンソン本社に10メートル超の不動明王立像を建立帰国後は、京都府上京区に居住し、その後大阪府千早赤阪村に在住し彫刻制作を行う。

## 作風
代表作に鳥獣戯画シリーズ古来の風刺絵巻を起点とした伝統的な作品制作に打ち込む一方、恐竜に現代楽器を持たせた「恐竜戯画」も制作している。。

## 略歴
- 1954年(昭和29年)：福島県いわき市に生まれる
- 1979年(昭和54年)：澤田政廣 に師事 高村光雲一門となる
- 1980年(昭和55年)：日展・日彫展入選
- 1984年(昭和59年)：日彫賞受賞
- 1990年(平成2年)：メリーランド美術大学客員芸術家（国際交流基金人物交流）、不動明王立像建立（ベクトン・ディッキンソン本社設置）（～1992年）
- 1994年(平成6年)：新妻實からの継承展Ⅰ（山梨県立美術館ほか）、僧形文殊菩薩像建立（盛永宗興老師発願 大珠院ウェスト安置）
- 1996年(平成8年)：アメリカ・カービングスタジオ客員講師、新妻實からの継承展Ⅱ（関ヶ原マーブルクラフト）
- 1999年(平成11年)：阪急百貨店梅田本店個展（2001年、2003年開催）
- 2000年(平成12年)：石田梅岩像建立（京都府亀岡市）
- 2001年(平成13年)：東急百貨店渋谷本店個展
- 2005年(平成17年)：おおつき画廊個展（福島県福島市）
- 2007年(平成19年)：おおつき画廊個展、フットクリエイト個展（京都）、彫刻シンポジウム（関ヶ原）
- 2008年(平成20年)：いわき市石炭化石館個展（いわき市）第23回国民文化祭茨城県実行委員会会長賞受賞
- 2017年(平成29年)：ヒロ画廊（和歌山）個展